# Schultersdorf
Schultersdorf ist ein Gemeindeteil der Kreisstadt Kelheim des gleichnamigen Landkreises im Regierungsbezirk Niederbayern.

## Geographie
Das Dorf Schultersdorf liegt nordöstlich der Stadt.

## Vereine
- Gartenbauverein Kapfelberg & Umgebung e. V. gegründet 1952 aktiv in Gundelshausen, Poikam, Schultersdorf, Lohstadt, Herrnsaal und Lindach.[2]

## Verkehr
Die Buslinie VLK 6038 der Regionalbus Ostbayern GmbH bedient eine Haltestelle im Ort.